# آرناووت‌کوی
آرناووتکوی (ترکی استانبولی: Arnavutköy) از ناحیه‌های قسمت اروپایی استانبول که در استان استانبول از ناحیه مرمره قرار گرفته‌است. طبق آخرین سرشماری به سال ۲۰۱۲ میلادی این ناحیه ۲۰۶٬۲۹۹ نفر جمعیت دارد.